# Helligen Hendrik
Helligen Hendrik (Twents: "kwaaie Hendrik"), voluit Hendrikus Antonius van der Pette is een typetje van de Nederlandse cabaretier Bert Eeftink (1967) uit Goor. Het typetje geniet voornamelijk bekendheid in regio Overijssel. 
Eeftink had een wekelijkse column op Radio Oost als Helligen Hendrik. In De 2 minuten van Helligen Hendrik gaf hij tussen 2004 en 2010 zijn ongezouten mening over dingen die hem dwarszitten.
Daarnaast had Eeftink in 2007 een rol in de Twentse soap Van Jonge Leu en Oale Groond van dokter Luuk Nijland. Tevens was hij te zien als presentator van de dagelijkse nieuwseditie En Dan Nog Even Dit (EDNED).
Sinds 2008 doet Eeftink ook theatertoers met dezelfde stijl als die van zijn columns nadat hij in 2007 een oudejaarsconference had gehouden onder de titel MBâh.
Hij wordt daar bijgestaan door Paul Schabbink (1972) (als Zwerver en Schoffel Gertjen) en voorheen ook Rob Vorkink (1967-2018) als buurman Waanders.

## Theatershows
- MBâh (oldejaorsconference 2007)
- FÔI! (oldejaorsconference 2008)
- Nôh (2010-2011)
- VÔT (2012-2013)
- LÖS (2014-2015)
- Oald Zeer (2019-2020)
- Wen d’r mar an (2021-2022)
- Bar & Boos (2023-2024)
- Opdoffer! (2025-heden)